# آندرئاس ولس
آندرئاس ولس (آلمانی: Andreas Wels؛ زادهٔ ۱ ژانویه ۱۹۷۵) شیرجه‌رو اهل آلمان است.
وی در مسابقات کشوری و بین‌المللی در مجموع برندهٔ ۲ مدال طلا، ۴ مدال نقره، ۲ مدال برنز شده‌است.